# 長谷川治良
長谷川 治良（はせがわ はるよし、1891年（明治24年）1月1日 - 1980年（昭和55年）3月21日）は、日本の陸軍軍人。最終階級は陸軍中将。

## 経歴
東京府出身。1911年（明治44年）5月、陸軍士官学校（23期）を卒業。同年12月、砲兵少尉に任官した。1915年（大正4年）12月、陸軍砲工学校高等科（21期）を優等で卒業した。また、陸軍派遣学生として東京帝国大学工学部火薬学科で学び、1919年（大正8年）7月に卒業した。
1926年（大正15年）8月、砲兵少佐に進級。1931年（昭和6年）8月、砲兵中佐に進み、1932年（昭和7年）8月、陸軍造兵廠廠員に就任。1934年（昭和9年）12月、火工廠作業課長に転じ、1935年（昭和10年）8月、砲兵大佐に昇進した。同年12月、火工廠技術課長、1937年（昭和12年）8月、造兵廠東京研究所長を経て、1938年（昭和13年）7月、陸軍少将に進級し造兵廠作業部長に就任した。
1939年（昭和14年）3月、大阪工廠長に転じた。1940年（昭和15年）4月、陸軍兵器本部作業部長に就任し、1941年（昭和16年）8月、陸軍中将に進んだ。1942年（昭和17年）10月、新設の陸軍兵器行政本部造兵部長に就任し、1943年（昭和18年）12月、大阪軍需監理部長に転じた。1945年（昭和20年）2月、予備役に編入された。1947年（昭和22年）11月28日、公職追放仮指定を受けた。
その後、花王石鹸取締役を務めた。1980年3月、脳梗塞のため大田区の長汐病院で死去した。

## 栄典
- 1940年（昭和15年）8月15日 - 紀元二千六百年祝典記念章[9]